# Pterolophia insularis
Pterolophia insularis là một loài bọ cánh cứng trong họ Cerambycidae.